# Мейстаун (Іллінойс)
Мейстаун (англ. Maeystown) — селище (англ. village) в США, в окрузі Монро штату Іллінойс. Населення — 150 осіб (2020).

## Географія
Мейстаун розташований за координатами 38°13′48″ пн. ш. 90°13′51″ зх. д. / 38.23000° пн. ш. 90.23083° зх. д. (38.230011, -90.230793).  За даними Бюро перепису населення США в 2010 році селище мало площу 0,77 км², з яких 0,77 км² — суходіл та 0,01 км² — водойми.

## Демографія
Згідно з переписом 2010 року, у селищі мешкало 157 осіб у 57 домогосподарствах у складі 45 родин. Густота населення становила 203 особи/км².  Було 66 помешкань (85/км²).
Расовий склад населення:
| - 97,5 % — білих - 2,5 % — азіатів |

До двох чи більше рас належало 0,0 %. Частка іспаномовних становила 1,3 % від усіх жителів.
За віковим діапазоном населення розподілялося таким чином: 26,8 % — особи молодші 18 років, 61,1 % — особи у віці 18—64 років, 12,1 % — особи у віці 65 років та старші. Медіана віку мешканця становила 37,8 року. На 100 осіб жіночої статі у селищі припадало 86,9 чоловіків;  на 100 жінок у віці від 18 років та старших — 88,5 чоловіків також старших 18 років.
Середній дохід на одне домашнє господарство  становив 51 836 доларів США (медіана — 50 417), а середній дохід на одну сім'ю — 64 569 доларів (медіана — 57 500). За межею бідності перебувало 13,2 % осіб, у тому числі 30,0 % дітей у віці до 18 років та 0,0 % осіб у віці 65 років та старших.
Цивільне працевлаштоване населення становило 63 особи. Основні галузі зайнятості: освіта, охорона здоров'я та соціальна допомога — 30,2 %, будівництво — 17,5 %, роздрібна торгівля — 7,9 %, науковці, спеціалісти, менеджери — 6,3 %.